# Matthew Rauch
Matthew Rauch (4 ottobre 1980) è un attore statunitense.

## Biografia
Ha frequentato l'università di Princeton e successivamente è diventato attore, facendosi notare soprattutto nel ruolo di Clay Burton nella serie Banshee.

## Filmografia

### Attore

#### Cinema
- Invitation to a suicide, regia di Loren Marsh (2004)
- Sapori e dissapori (No Reservations), regia di Scott Hicks (2007)
- Breaking Point, regia di Jeff Celentano (2009)
- Stags, regia di Jamie Greenberg (2011)
- Girls Against Boys, regia di Austin Chick (2012)
- Senza freni (Premium Rush), regia di David Koepp (2012)
- Antidote, regia di Craig DiFolco e Pete DiFolco (2013)
- The Wolf of Wall Street, regia di Martin Scorsese (2013)
- 80/20, regia di Wendy McClellen e Michael Izquierdo (2013)
- My First Miracle, regia di Rudy Luna (2014)
- Alone, regia di Pete DiFolco (2017)
- The Tale, regia di Jennifer Fox (2018)
- Dedalus, regia di Jonah Greenstein (2018)

#### Televisione
- Metropolis, regia di Michael M. Robin - film TV (2000)
- Law & Order: Criminal Intent - serie TV, episodio 1x05 (2001)
- Leap of Faith - serie TV, episodio 1x05 (2002)
- Law & Order - I due volti della giustizia (Law & Order) - serie TV, episodio 13x14 (2003)
- Senza traccia (Without a Trace) - serie TV, episodio 2x09 (2003)
- The D.A. - serie TV, episodio 1x03 (2004)
- NCIS - Unità anticrimine (NCIS) - serie TV, episodio 1x23 (2004)
- Frankenfish - Pesci mutanti (Frankenfish), regia di Mark Dippé – film TV (2004)
- Jonny Zero – serie TV, episodio 1x06 (2004)
- Treme – serie TV, 2 episodi (2011-2012)
- Blue Bloods – serie TV, 7 episodi (2011-2021)
- Pan Am – serie TV, episodio 1x08 (2011)
- Banshee - La città del male (Banshee) - serie TV, 33 episodi (2013-2016)
- Phil Spector, regia di David Mamet - film TV (2013)
- Person of Interest – serie TV, episodio 2x20 (2013)
- The Ordained, regia di R. J. Cutler - film TV (2013)
- The Blacklist – serie TV, episodio 1x13 (2014)
- The Good Wife – serie TV, episodio 5x13 (2014)
- Believe – serie TV, 5 episodi (2014)
- Banshee Origins – serie TV, 2 episodi (2014-2016)
- Irreversible, regia di Erin Darke, David Schwimmer e Molly Price – film TV (2014)
- Shades of Blue - serie TV, 3 episodi (2016)
- The Interestings, regia di Mike Newell – film TV (2016)
- Elementary – serie TV, episodio 5x05 (2016)
- Bull – serie TV, episodio 1x18 (2017)
- Law & Order - Unità vittime speciali (Law & Order: Special Victims Unit) - serie TV, 4 episodi (2017-2021)
- Seven Seconds – serie TV, episodio 1x06 (2018)
- NCIS: New Orleans – serie TV, 2 episodi (2018-2019)
- Chambers – serie TV, 6 episodi (2019)
- Chicago P.D. – serie TV, 2 episodi (2019)
- Betty - serie TV, 3 episodi (2021)
- The Terminal List - serie TV, 3 episodi (2022)
- Partner Track - serie TV, 10 episodi (2022)
- New Amsterdam - serie TV, episodio 5x10 (2022)

#### Cortometraggi
- Balkanization, regia di Marshall Lewy (2002)
- Future Imperfect, regia di Marshall Lewy (2005)
- The Absence, regia di Alex DeMille (2010)

### Doppiatore
- The Reef - Amici per le pinne (The Reef: Shark Bait), regia di Howard E. Baker e John Fox (2006)

## Doppiatori italiani
Nelle versioni in italiano delle opere in cui ha recitato, Matthew Rauch è stato doppiato da:
- Massimiliano Plinio in NCIS - Unità anticrimine, The Good Wife
- Alberto Caneva in Blue Bloods, Chambers
- Riccardo Scarafoni in My First Miracle, Partner Track
- Patrizio Prata in Law & Order: Criminal Intent
- Roberto Gammino in Frankenfish - Pesci mutanti
- Francesco Cavuoto in Sapori e dissapori
- Alessandro Budroni in Banshee - La città del male
- Mirko Mazzanti in Person of Interest
- Massimo De Ambrosis in The Blacklist
- Stefano Brusa in Elementary
- Michele D'Anca in Bull
- Franco Mannella in Law & Order - Unità vittime speciali (ep. 18x20, 18x21)
- Guido Di Naccio in Law & Order - Unità vittime speciali (ep. 22x09)
- Corrado Conforti in Law & Order - Unità vittime speciali (ep. 23x03)
- Alessio Cigliano in NCIS: New Orleans
- Maurizio Reti in The Tale
- Carlo Scipioni in Seven Seconds
- Vittorio Guerrieri in Chicago P.D.
- Andrea Lavagnino in The Terminal List
- Fabrizio Vidale in New Amsterdam
- Giovanni Caravaglio in FBI